# Storthes Gill
Der Storthes Gill ist ein Wasserlauf im Lake District, Cumbria, England.
Der Storthes Gill entsteht westlich des Hesk Fell. Er fließt in südlicher Richtung bis zu seiner Mündung in den Holehouse Gill.